# Victoria Law Courts

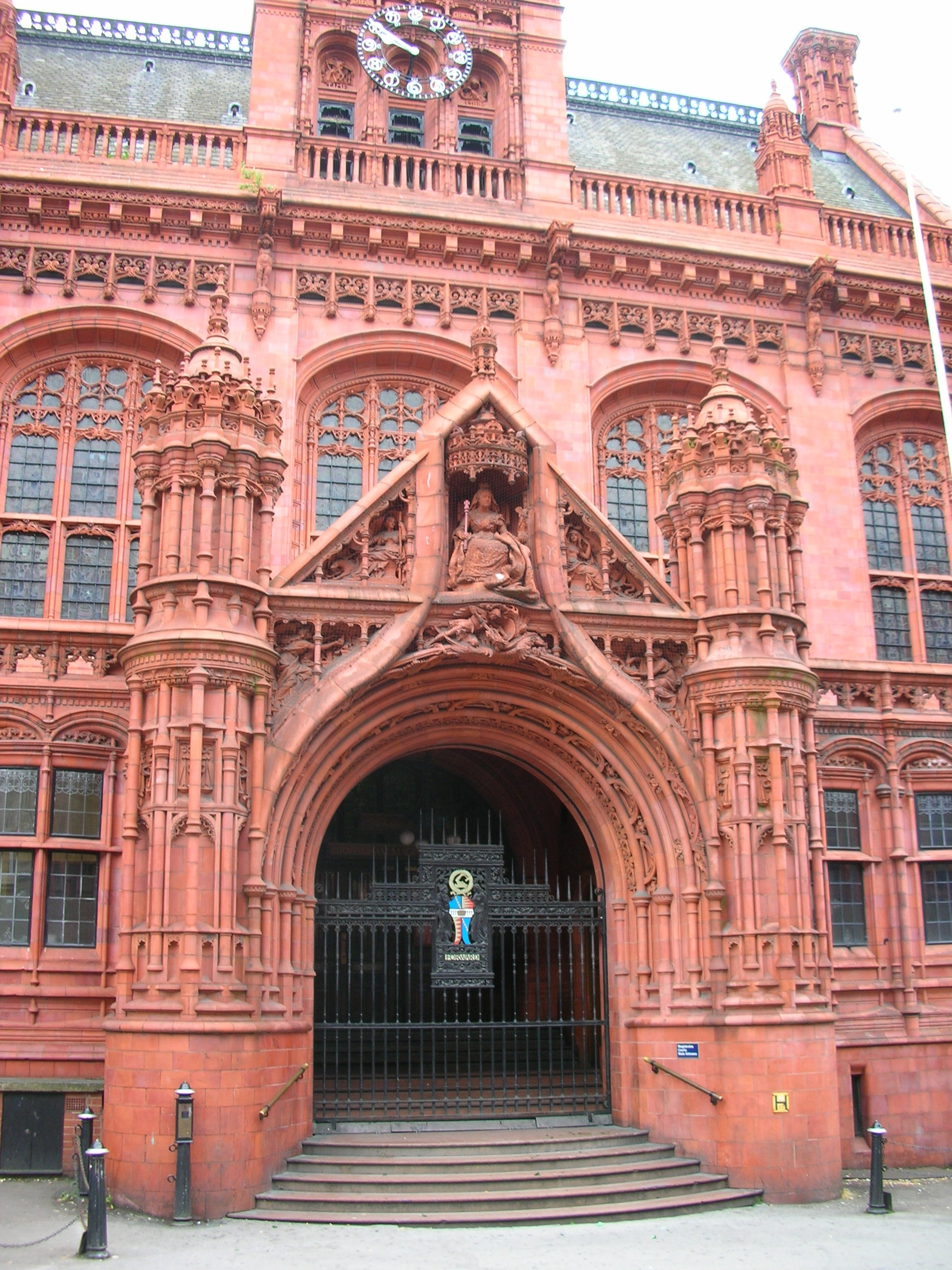
La reina Victoria se sienta sobre la entrada principal

El Victoria Law Courts en Corporation Street, Birmingham, Inglaterra, es un edificio de ladrillo rojo y terracota catalogado como Grado I que ahora alberga el Tribunal de Magistrados de Birmingham.

## Historia
Diseñado por Aston Webb & Ingress Bell de Londres después de un concurso abierto en 1886, evaluado por el arquitecto Alfred Waterhouse, para proporcionar los primeros tribunales de lo penal en la ciudad de rápido crecimiento de Birmingham, está revestido completamente en terracota de color rojo oscuro de la arcilla de Ruabon en Norte de Gales y cubierto de una intrincada ornamentación de terracota. Una estatua de la reina Victoria de Harry Bates corona la entrada principal. Otras figuras son del escultor William Silver Frith con diseños de Walter Crane. La parte trasera del edificio está menos elaboradamente decorada.
La reina Victoria colocó la primera piedra el 23 de marzo de 1887 en su año del Jubileo de Oro. Construido por la firma de Birmingham John Bowen and Sons, los tribunales fueron inaugurados el 21 de julio de 1891 por el Príncipe y la Princesa de Gales. Se hicieron adiciones agregando una ventana de arco saliente a la izquierda en 1891–94 y extensiones a lo largo de Newton Street en 1914.
El interior, incluido el Gran Salón, está revestido con terracota de color amarillo arena y una ornamentación intrincada. La terracota utilizada para el interior fue producida por Gibbs and Canning Limited de Tamworth.
Los candelabros del gran salón se asemejan a la corona de coronación de la reina Victoria y fueron los primeros fuera de Londres en funcionar con electricidad.
De pie en el extremo norte de la calle comercial, se complementa con el Salón Central Metodista de color similar, que se encuentra enfrente.
El sitio fue ocupado anteriormente por Alaska Works y una pequeña escuela.

## Futuro
Se hizo una propuesta, antes de las elecciones generales del Reino Unido de 2010, para trasladar el Tribunal de Magistrados a un nuevo edificio cercano construido especialmente. Esta propuesta fue archivada, indefinidamente, por el gobierno de coalición entrante encabezado por David Cameron como Primer Ministro, con Ken Clarke como Lord Canciller y Secretario de Estado de Justicia (siendo el Ministro responsable).